# Cappella Salviati
La cappella Salviati o di Sant'Antonino si trova nella chiesa di San Marco a Firenze. Fu realizzata su commissione della famiglia Salviati per ospitare degnamente le spoglie di sant'Antonino Pierozzi, arcivescovo di Firenze. 

## Storia
La cappella, alla quale si accede dal lato sinistro della navata, fu progettata alla fine del XVI secolo come ambiente a parte, dotato di un accesso privato dall'esterno e diversa dalla chiesa sia in pianta che in alzato.
Venne iniziata dalla cripta, dove sono sepolti i membri della famiglia Salviati, presumibilmente nel 1580, come riporta un cartiglio sulla parete. 

## Descrizione
La cappella superiore, con le spoglie del santo sotto l'altare, fu progettata dal Giambologna e decorata in larga parte da Alessandro Allori. A quest'ultimo si devono gli affreschi della cupola, la decorazione a grisaille (completati nel 1588) e la pala d'altare con la Discesa al Limbo (commissionata prima del 1584). Le tavole alle pareti laterali sono coeve e rappresentano Gesù che guarisce il lebbroso (a sinistra, del Poppi) e la Vocazione di san Matteo (a destra, di Giovan Battista Naldini). 
Le statue a tutto tondo ai fianchi della pala d'altare sono del Giambologna e raffigurano san Filippo e san Giovanni Battista (1579-1589); i bassorilievi bronzei sono pure del Giambologna e collaboratori (Antonio Susini, Domenico Portigiani e altri) e raffigurano episodi della vita di sant'Antonino (1581-1587). Gli affreschi della cupola sono opera di Bernardino Poccetti. 
Nel vestibolo della cappella due grandi affreschi del Passignano decorano le pareti: la Traslazione e la Ricognizione del corpo di sant'Antonino.
Nella cripta si trova un affresco con la Resurrezione di Lazzaro e un paliotto con la Visione di Ezechiele, entrambi opera Giovan Battista Naldini, mentre le altre figure sono opera di Giovanni Balducci.

## Galleria d'immagini

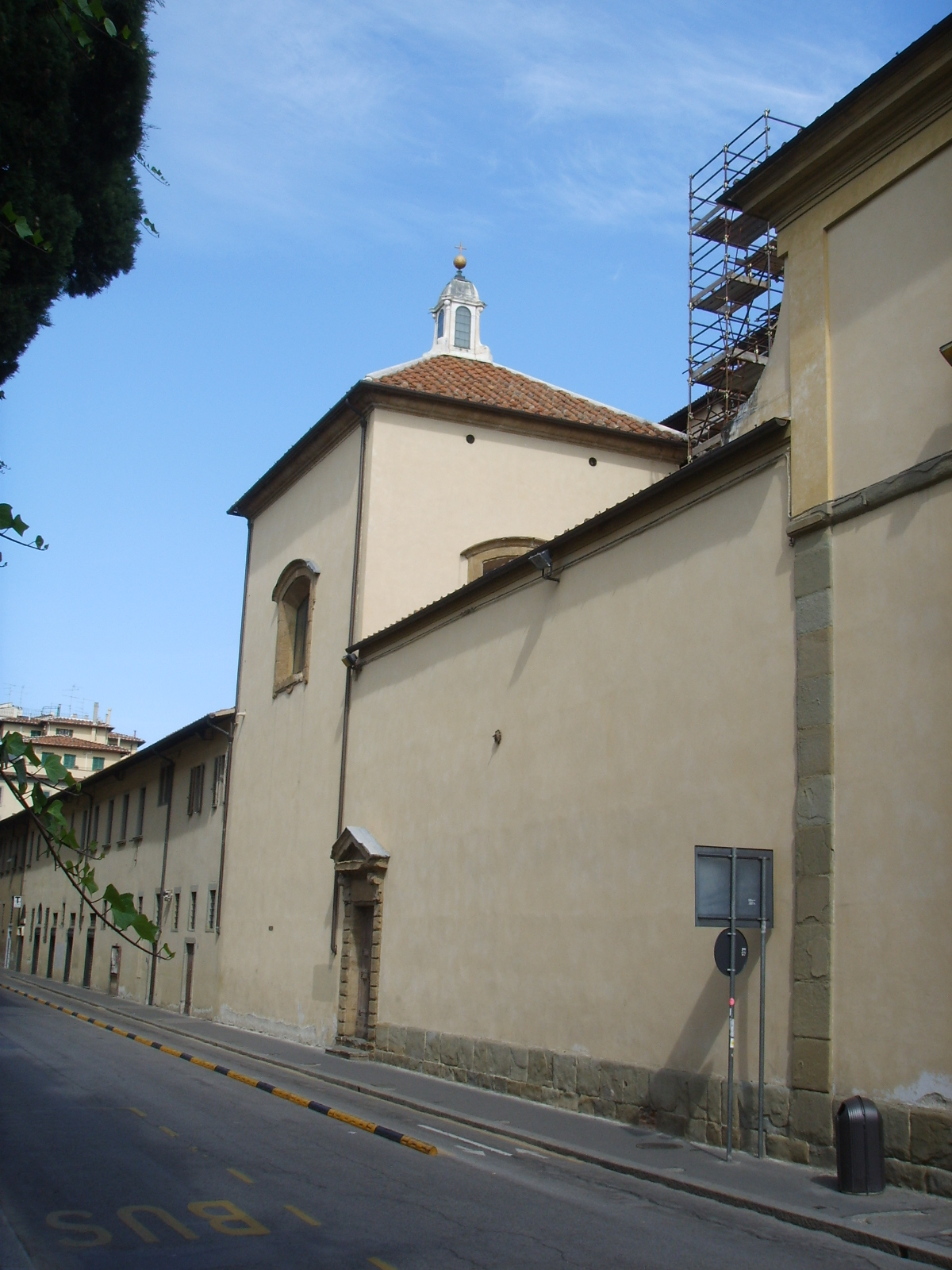
L'esterno
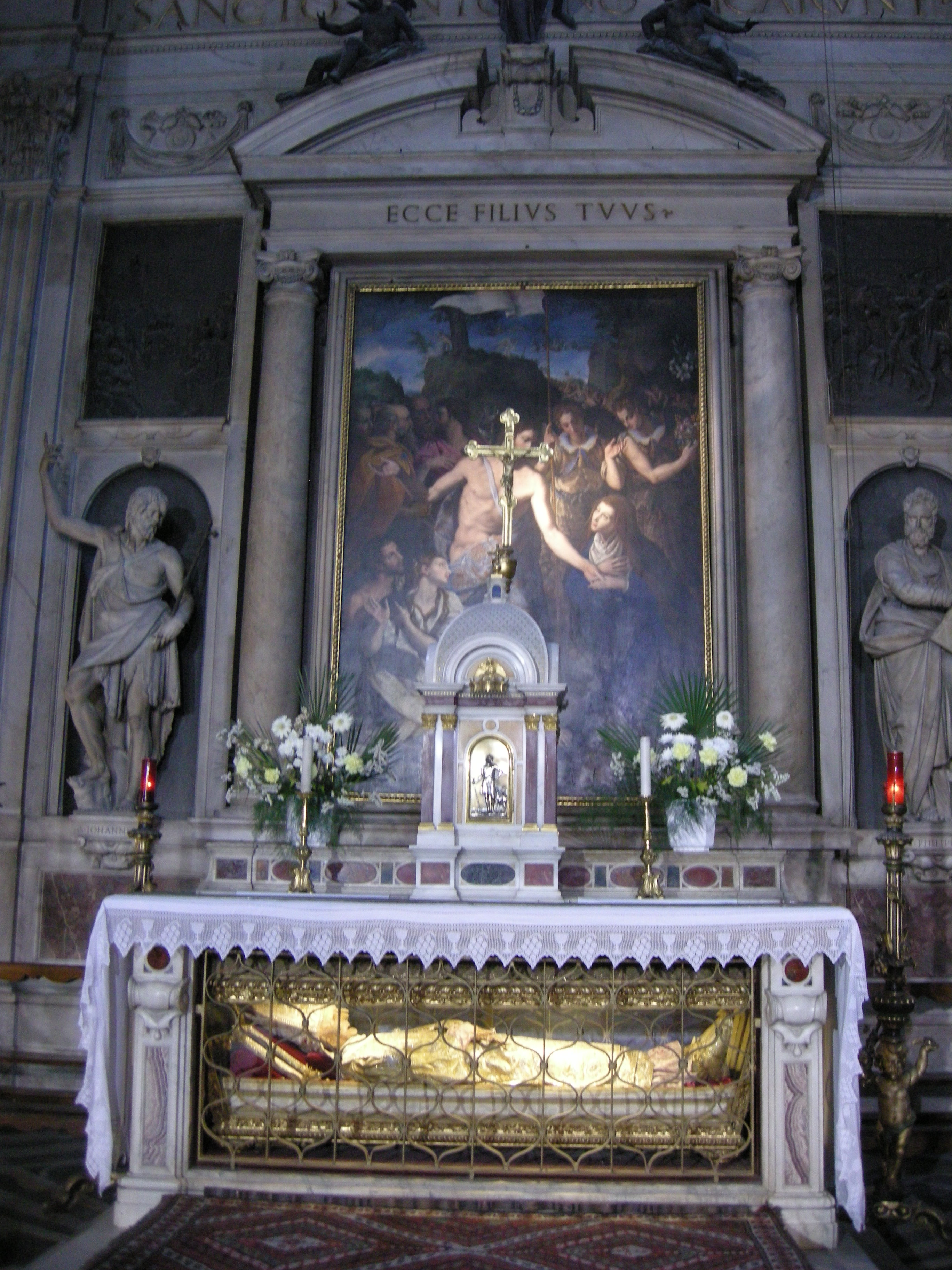
Altare con le spoglie di sant'Antonino
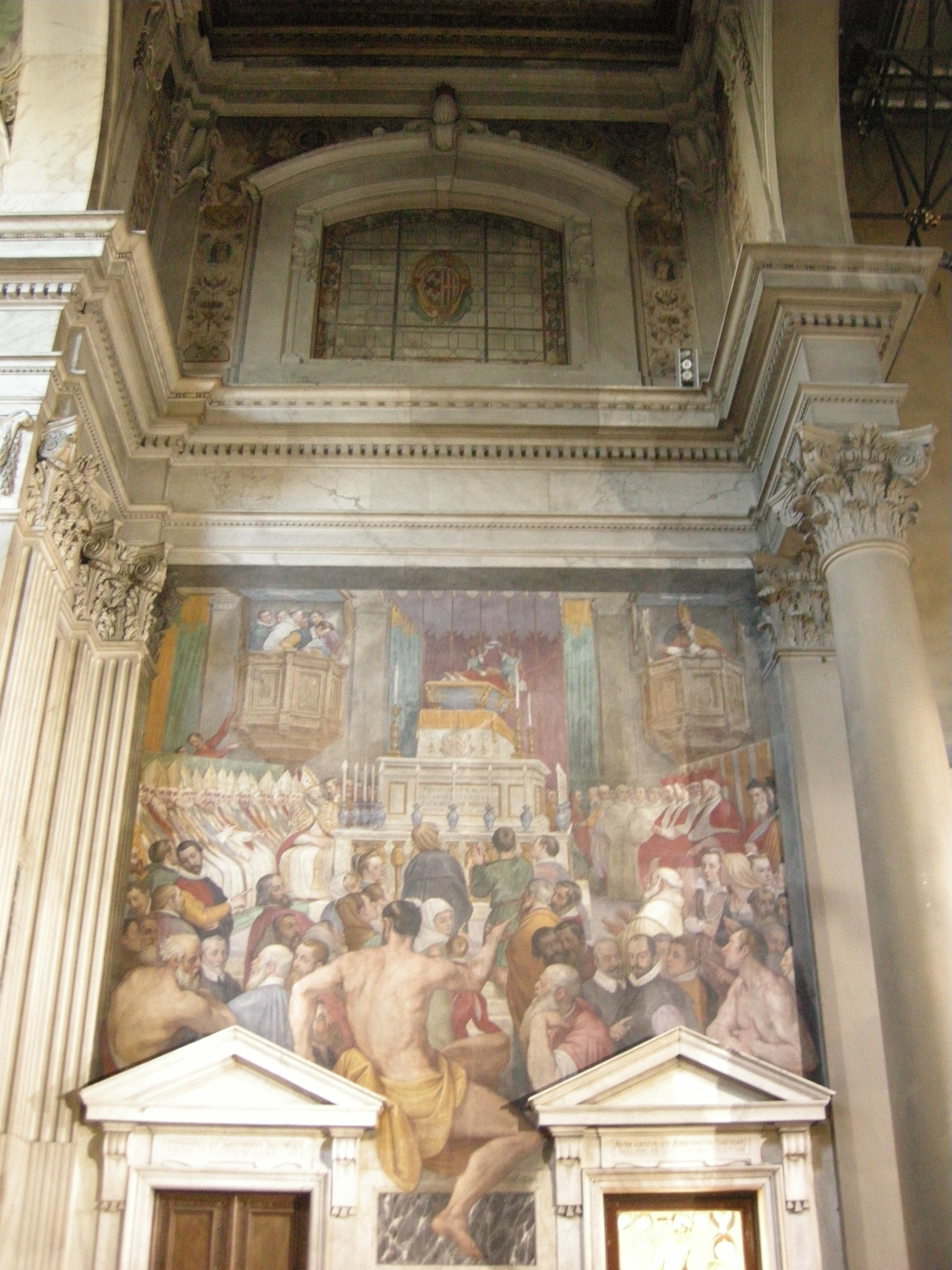
Affreschi del Passignano
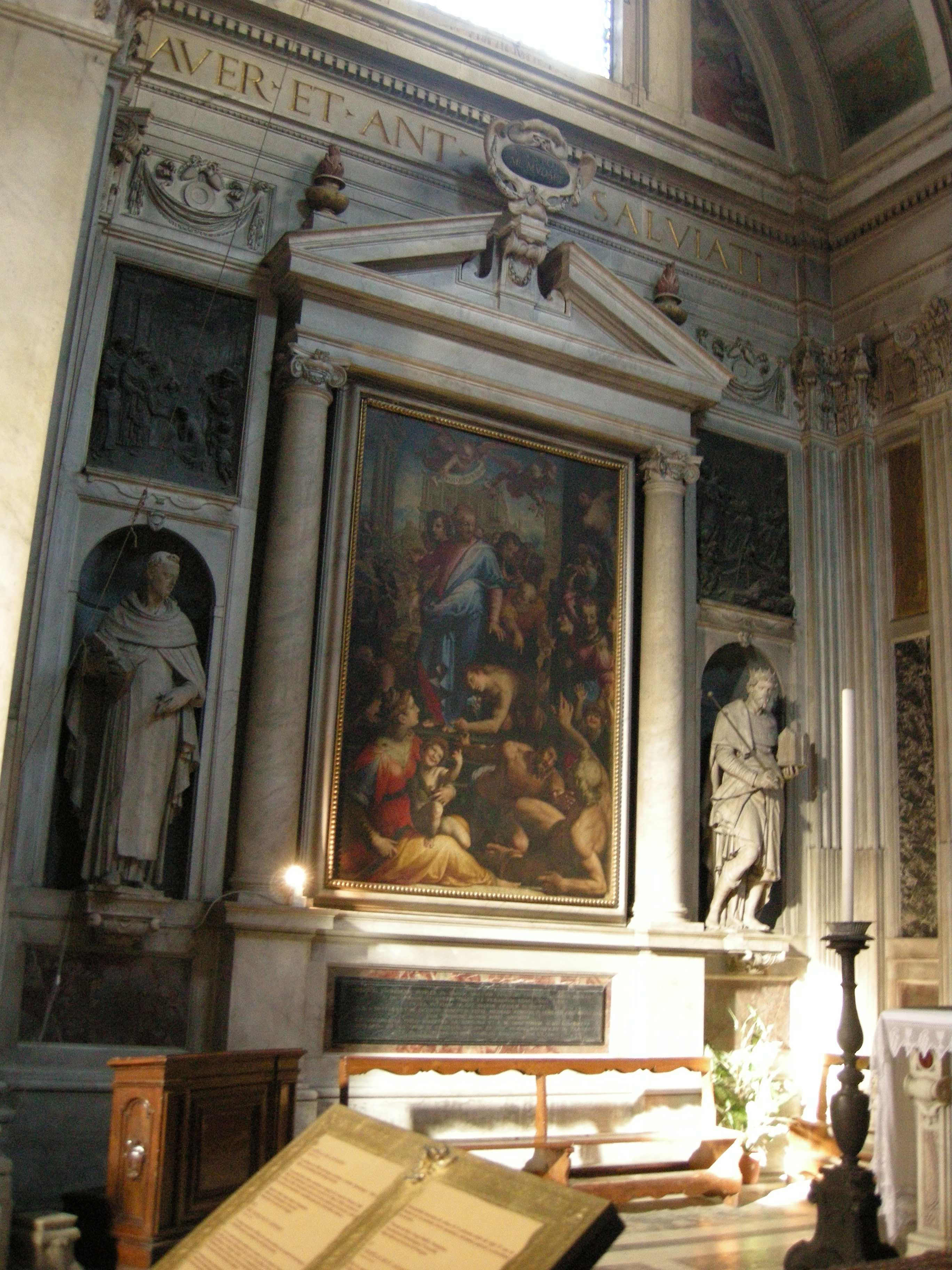
Lato sinistro con Gesù che guarisce il lebbroso del Poppi
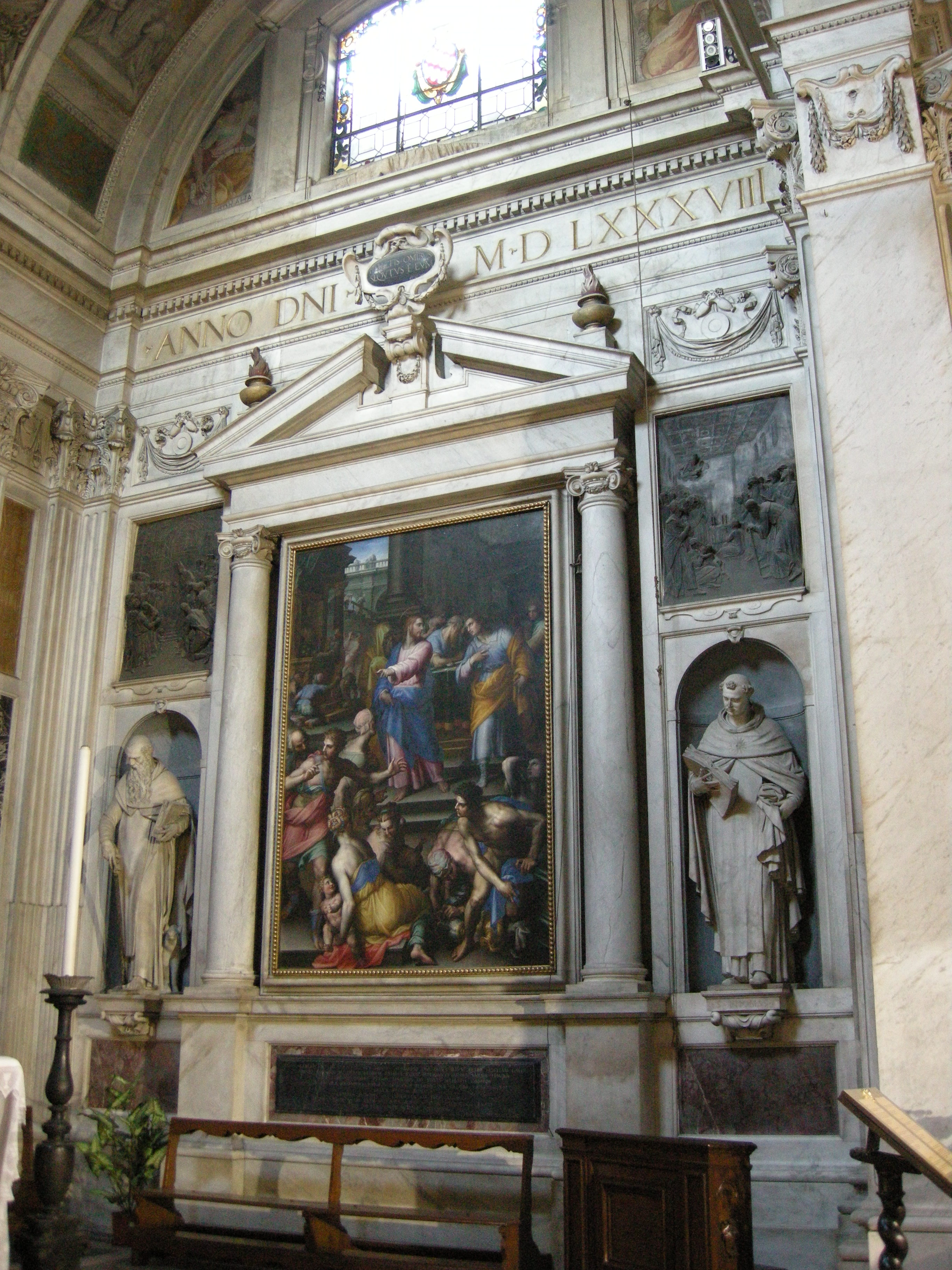
Lato destro con Vocazione di san Matteo di Giovan Battista Naldini
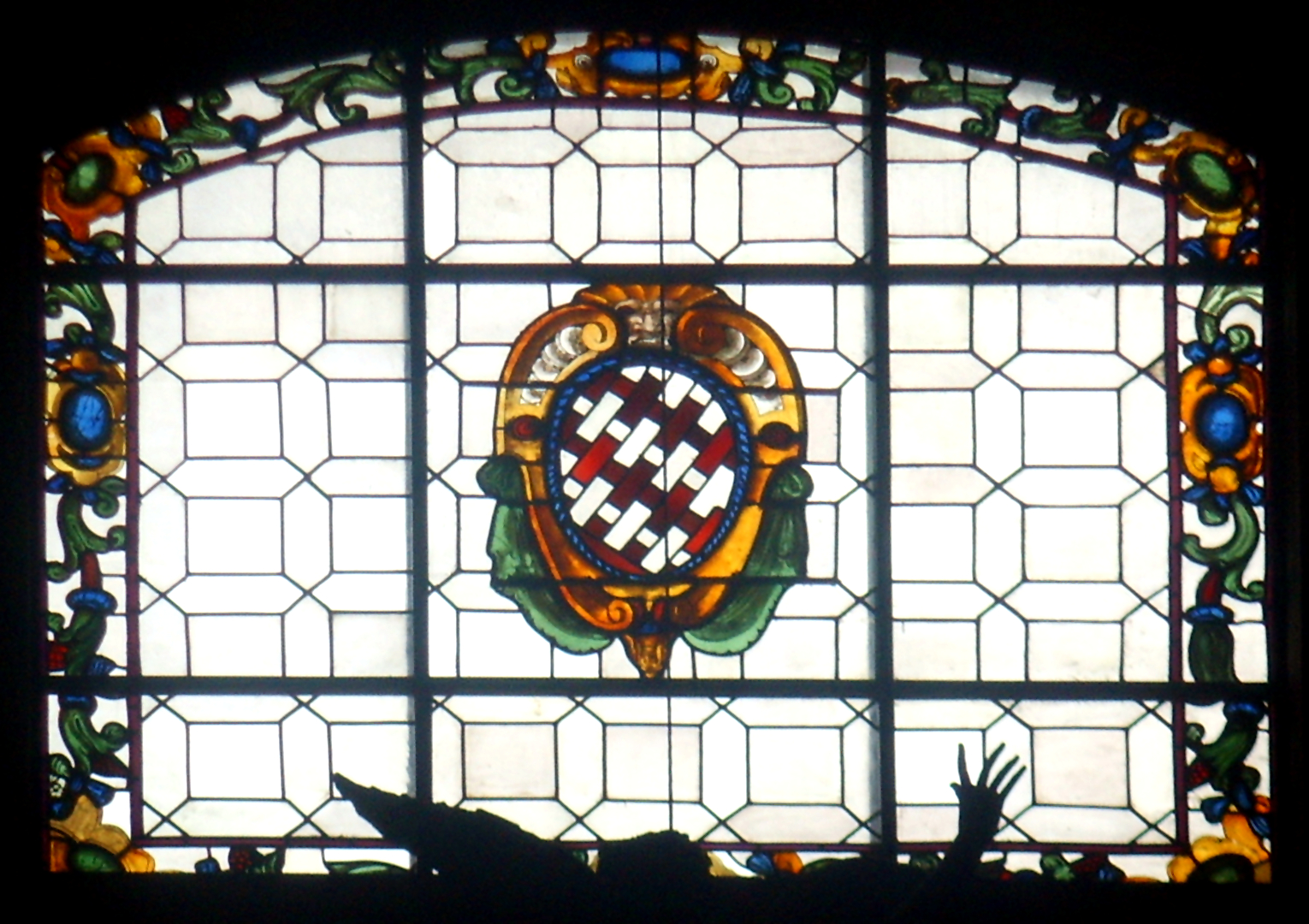
Lo stemma Salviati su una vetrata